# Patacas (futebolista)
Bruno Alexandre dos Santos Patacas, mais conhecido apenas como Patacas, (Lisboa, 30 de Novembro de 1977) é um futebolista português, que joga habitualmente a defesa.
No final da época 2007/2008 esteve perto de se transferir para o CSKA Sofia, do Campeonato Búlgaro de Futebol, tendo sido inclusive anunciada a sua contratação, mas por alterações posteriores ao pré-acordo, daquele que seria o contrato fizeram com que Patacas regresse de imediato ao Clube Desportivo Nacional